# Alena Darleen
Alena Darleen, eigentlich Alena Grislaswski, (* 30. Juni 1998 in Bremen) ist eine deutsche Schauspielerin und Model.

## Leben
Darleen wuchs in Bremen auf und lebt dort. Seit 2017 ist sie als Schauspielerin tätig. Sie modelt seit ihrer Kindheit. Seit dem 18. September 2019 (Folge 130 bis Folge 395) spielte Darleen die Rolle der Charlotte Hagen in der Seifenoper Krass Schule – Die jungen Lehrer auf RTL II.

## Filmografie
- 2018: Run (Kurzfilm)
- 2018: Das Geschenk (Kurzfilm)[3]
- 2018: Zwischen zwei Herzen (Spielfilm)
- 2018: World Order – Drei Tage und drei Nächte zu Fuß (Spielfilm)
- 2018: Ostfriesenangst (Spielfilm)
- 2019–2021 Krass Schule – Die jungen Lehrer (Fernsehserie)
- 2020: Klinik am Südring (Fernsehserie)